# Klucksjön
Klucksjön är en sjö i Härjedalens kommun och Ljusdals kommun i Hälsingland och ingår i Ljusnans huvudavrinningsområde. Sjön har en area på 0,528 kvadratkilometer och ligger 347,6 meter över havet. Sjön avvattnas av vattendraget Voxnan.

## Delavrinningsområde
Klucksjön ingår i det delavrinningsområde (686483-144170) som SMHI kallar för Utloppet av Klucksjön. Medelhöjden är 400 meter över havet och ytan är 4,88 kvadratkilometer. Räknas de 7 avrinningsområdena uppströms in blir den ackumulerade arean 69,08 kvadratkilometer. Voxnan som avvattnar avrinningsområdet har biflödesordning 3, vilket innebär att vattnet flödar genom totalt 3 vattendrag innan det når havet efter 208 kilometer. Avrinningsområdet består mestadels av skog (76 procent). Avrinningsområdet har 0,48 kvadratkilometer vattenytor vilket ger det en sjöprocent på 9,9 procent.